# Cochno Loch
Cochno Loch är en sjö i Storbritannien.   Den ligger i riksdelen Skottland, i den nordvästra delen av landet, 600 km nordväst om huvudstaden London. Cochno Loch ligger 296 meter över havet.  Trakten runt Cochno Loch består i huvudsak av gräsmarker.